# 铁像寺
30°33′35″N 104°02′47″E / 30.55972°N 104.04647°E

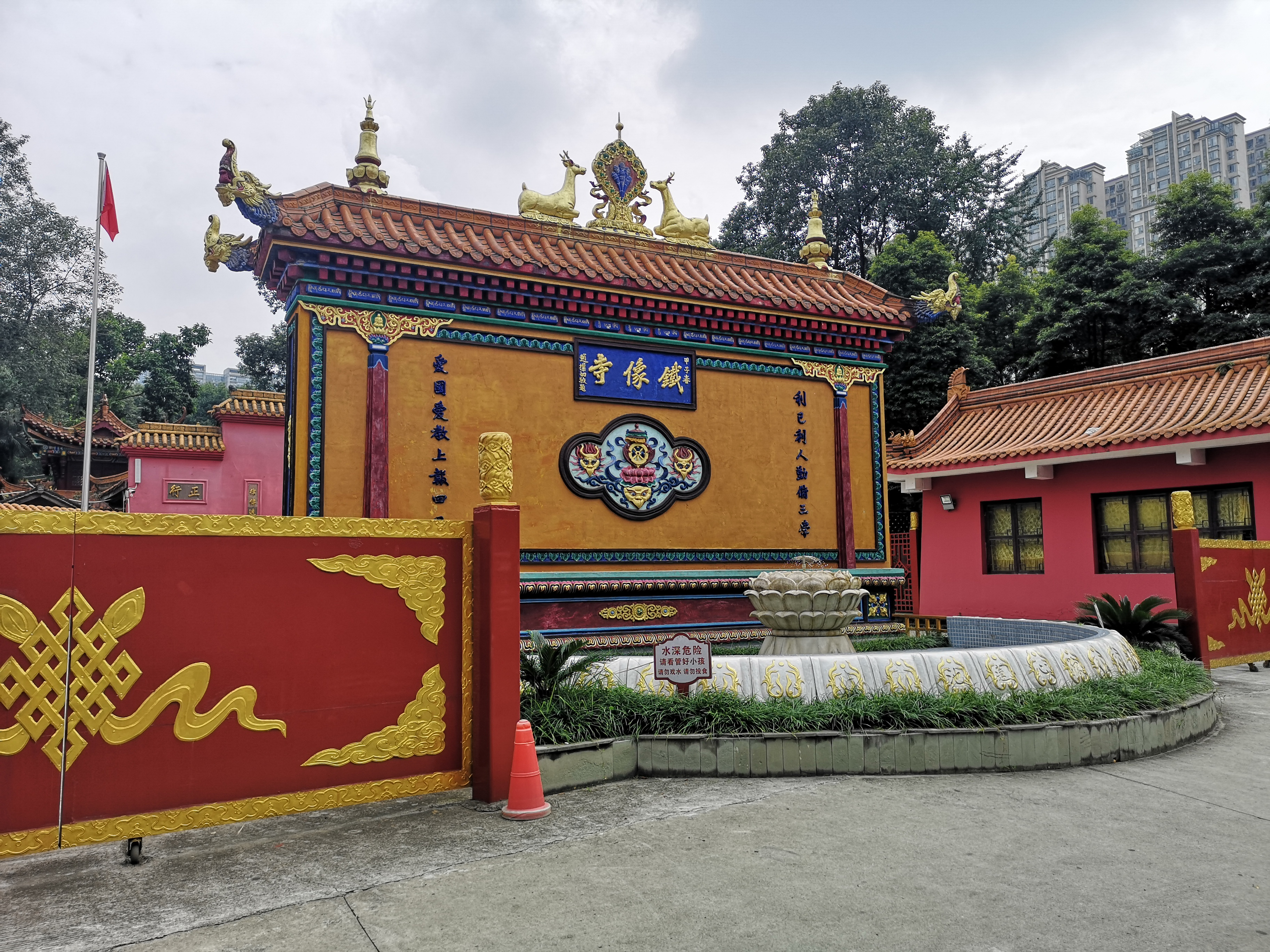
成都鐵像寺

鐵像寺位於四川省成都市武侯区南郊，是一座佛教寺院，始建於明朝萬曆年間；21世紀10年代以來，圍繞此寺又建起商業休閒社區，即鐵像寺水街。

## 歷史
明朝萬曆十八年（1590年），因从地下掘出鐵鑄釋迦牟尼佛像而原地建寺供養，故稱之為鐵像寺。於明天啟六年、清乾隆四年等多次重修。
於近现代，能海上師从藏地學法歸來，將宗喀巴大师格鲁巴派傳承帶至鐵像寺，并將鐵像寺主持建設成漢地七所「宗喀巴金剛乘道場」之一，且是其中唯一的比丘尼寺院。在隆蓮法師等人的努力下，鐵像寺於1984年設四川尼眾佛學院。
現建有大雄寶殿、觀音殿、宗喀巴大師殿、什刹金剛殿（vajra-kṣetra）等。作為旅遊景點開放，為鐵像寺水街一景。

## 重要人物
近現代鐵像寺重要人物包括：
- 能海上師
- 定淨法師
- 隆蓮法師
- 果芳法師